# 甲立古墳
甲立古墳（こうたちこふん）は、広島県安芸高田市甲田町上甲立にある古墳。形状は前方後円墳。国の史跡に指定されている。
広島県では第2位の規模の古墳で、4世紀後半（古墳時代前期末）頃の築造と推定される。

## 概要
広島県北部、旧甲立町市街地の北西、菊山南東麓の尾根上に築造された古墳である。2008年（平成20年）に古墳として認知され、2010年度（平成22年度）以降に発掘調査が実施されている。
墳形は前方後円形で、墳丘主軸を南北方向として前方部を南方向に向ける。墳丘は後円部で3段築成、前方部で2段築成。墳丘長は77.5メートルを測り、広島県内では三ツ城1号墳（東広島市、墳丘長92メートル）に次ぐ第2位の規模になる。墳丘外表では全面に葺石が認められるほか、円筒埴輪列（朝顔形埴輪・楕円筒埴輪含む）・形象埴輪（蓋形・甲冑形・船形埴輪など）が出土している。墳丘周囲に周溝は巡らされていない。埋葬施設は後円部中央部に構築されており、長大な墓壙が構築されている。墓壙内の調査は実施されていないため詳らかでないが、電気探査では竪穴式石室や礫槨のような石を使用した施設と推測される。副葬品は詳らかでない。
築造時期は、古墳時代前期末の4世紀後半頃と推定される。均整な墳形、緻密な葺石、丁寧かつ精巧な家形埴輪の点で極めて畿内色の強い古墳であり、当地が瀬戸内海と日本海を結ぶ内陸交通上の要衝として畿内ヤマト王権から重要視された様子を示す古墳になる。
古墳域は2016年（平成28年）に国の史跡に指定されている。なお、本古墳の北約150メートルでは甲立2号墳（甲立第2号古墳、3世紀末-4世紀初頭頃の方墳）が確認されている。

## 遺跡歴
- 2008年（平成20年）、踏査により古墳として認知（それまでは山城（柳ヶ城）の1郭として認知）[1]。
- 2010年（平成22年）1月20日、安芸高田市指定史跡に指定[1]。
- 2010-2013年度（平成22-25年度）、第1-4次発掘調査（安芸高田市教育委員会、2015年に報告）[1]。
- 2016年（平成28年）3月1日、国の史跡に指定[4]。
- 2018-2019年度（平成30-令和2年度）、遺構確認調査（安芸高田市教育委員会、2019・2020・2021・2024年に報告）[6][7]。

## 墳丘

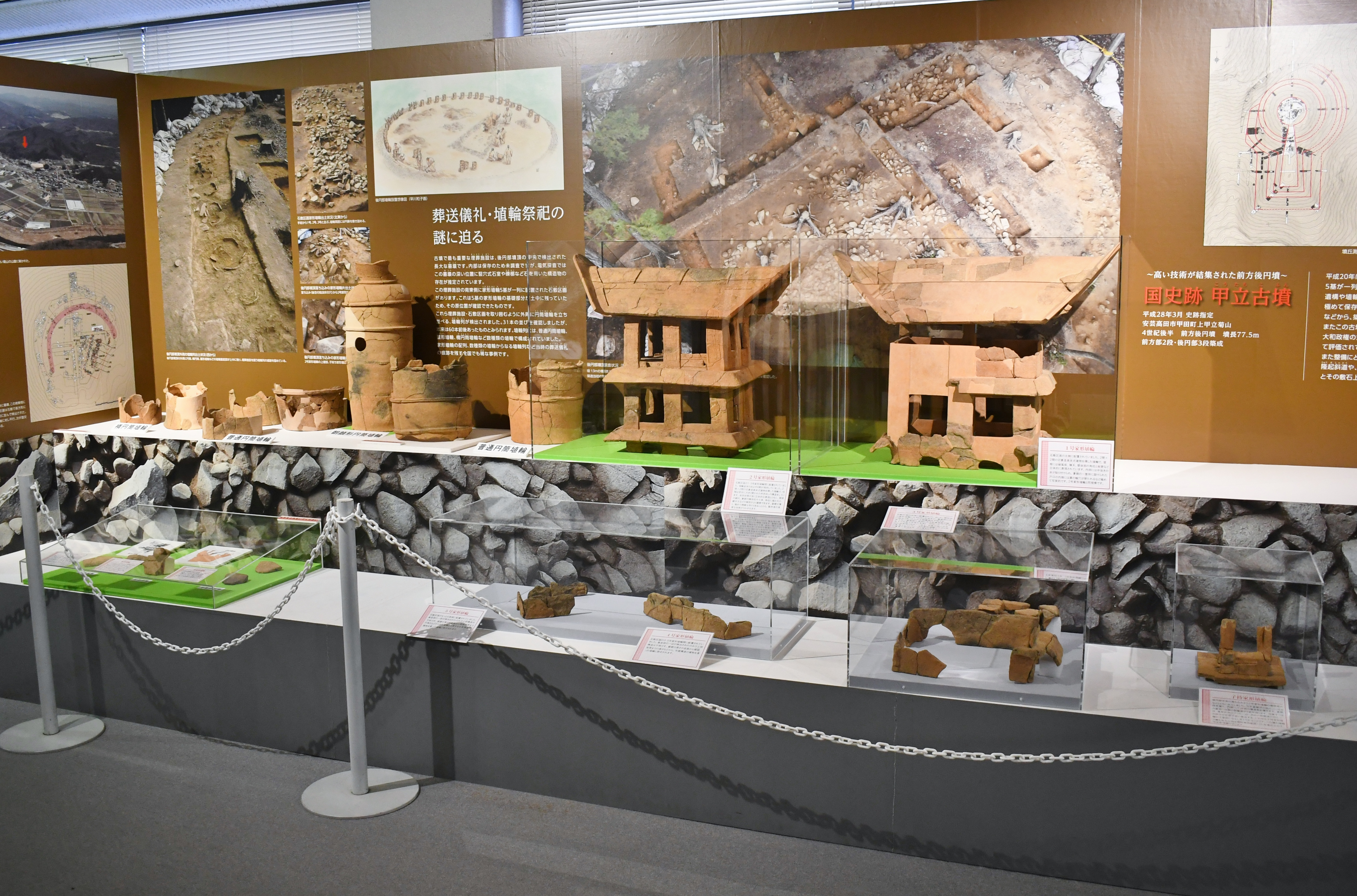
出土埴輪安芸高田市歴史民俗博物館展示。

墳丘の規模は次の通り。
- 墳丘長：77.5メートル
- 後円部 - 3段築成。
  - 直径：56.2メートル[1]（または54.6メートル[2]）
  - 高さ：7-8メートル
  - 墳頂直径：13.0メートル
- 前方部 - 2段築成。
  - 長さ：29.0メートル
  - 幅：30.5メートル

後円部中央には長さ7.5メートル・幅2.8メートルの長大な墓壙が構築されている。また中央の南東寄りには石敷区画があり、家形埴輪5個体（切妻造高床建物2・囲形状1・小型2）が一列に並んだ状態で配置されている。また後円部中央の浅い落ち込みからは子持家形埴輪が出土しており、全国的にも珍しい例として注目される。
後円部最上段の外縁には埴輪列が巡らされる。円筒埴輪・楕円筒埴輪・蓋形埴輪などからなる埴輪列であり、発掘調査によれば埴輪樹立の際に埴輪の高さを揃えようとした意図が認められる。

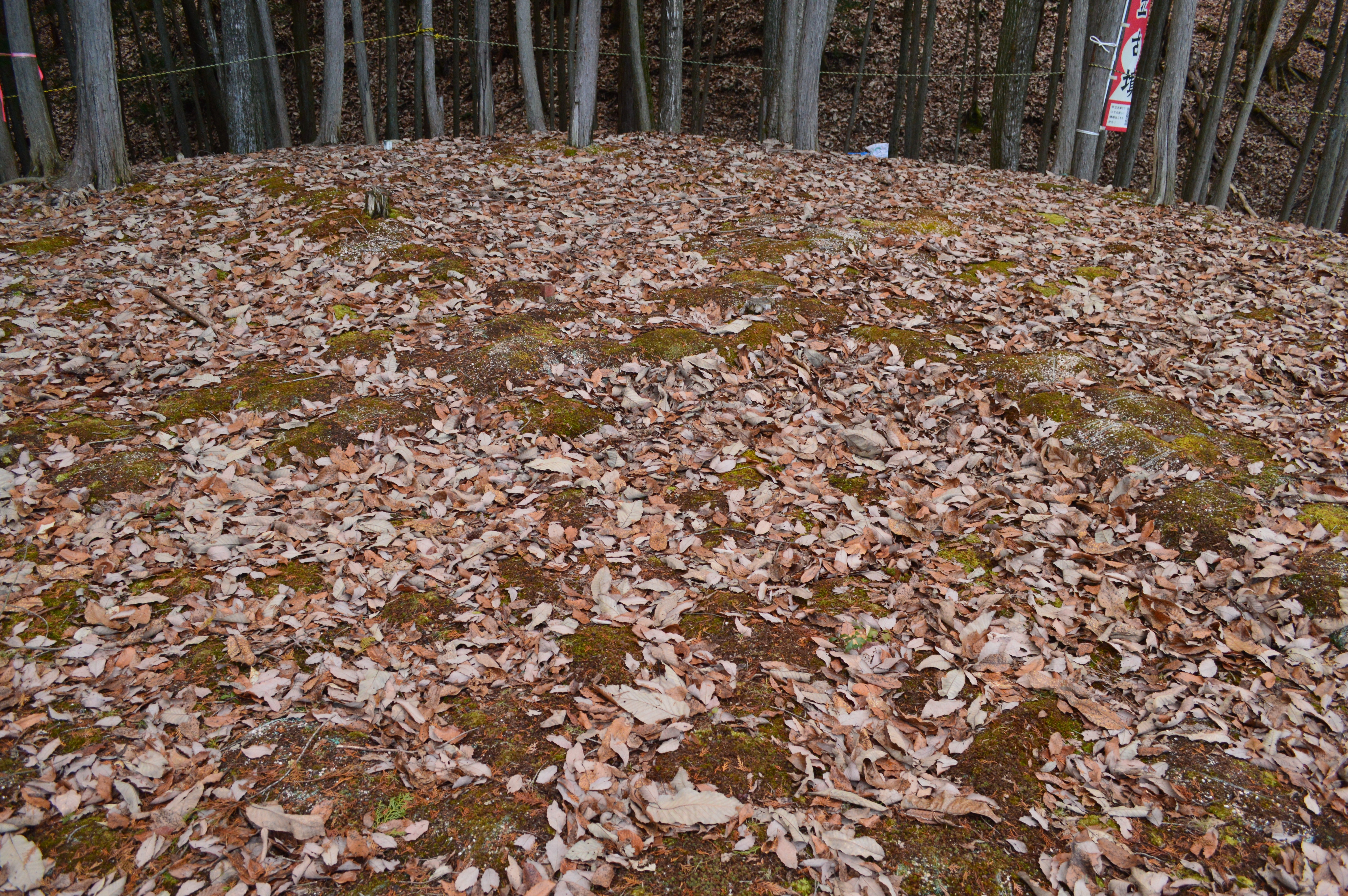
後円部墳頂
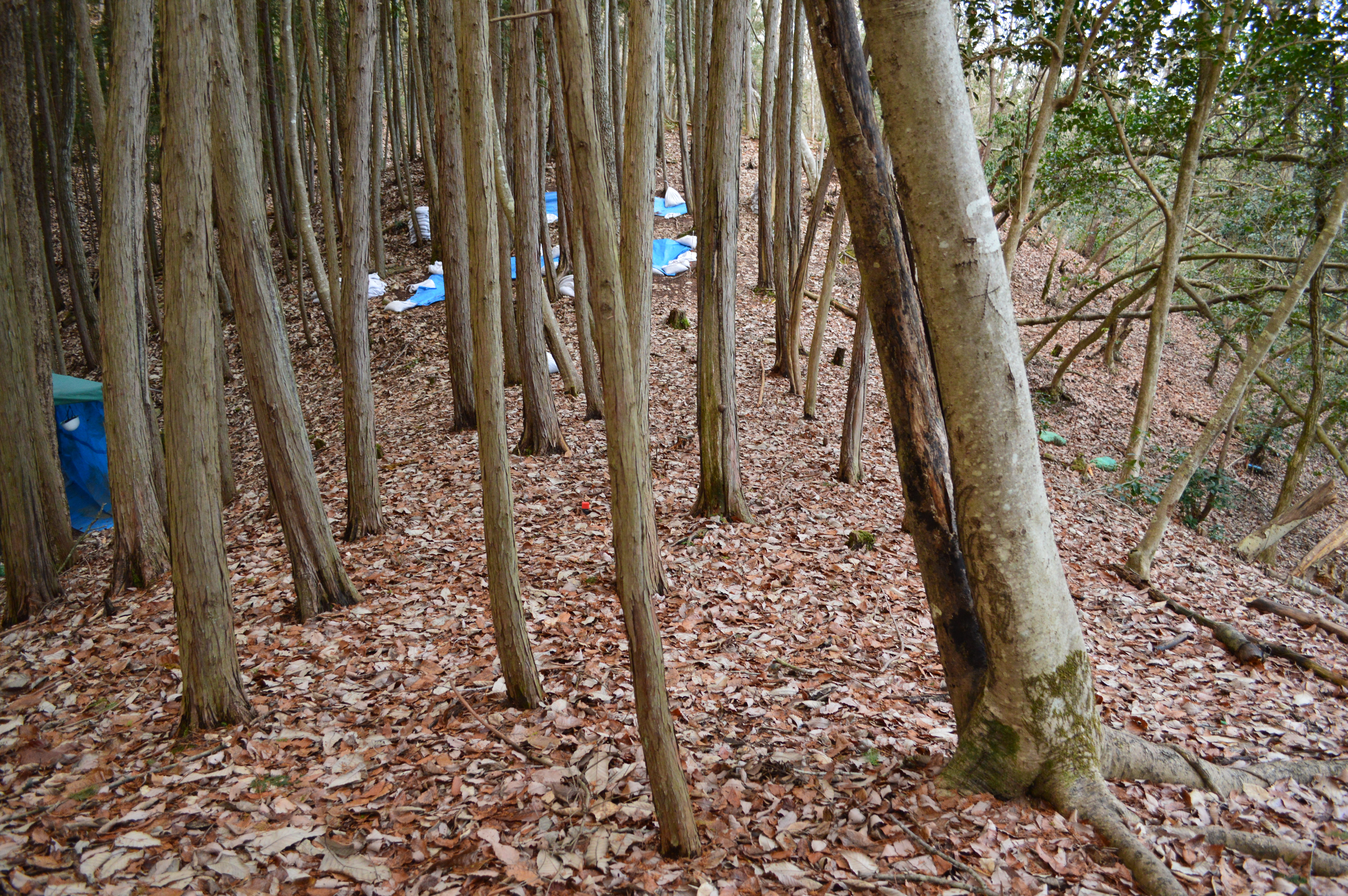
前方部から後円部を望む
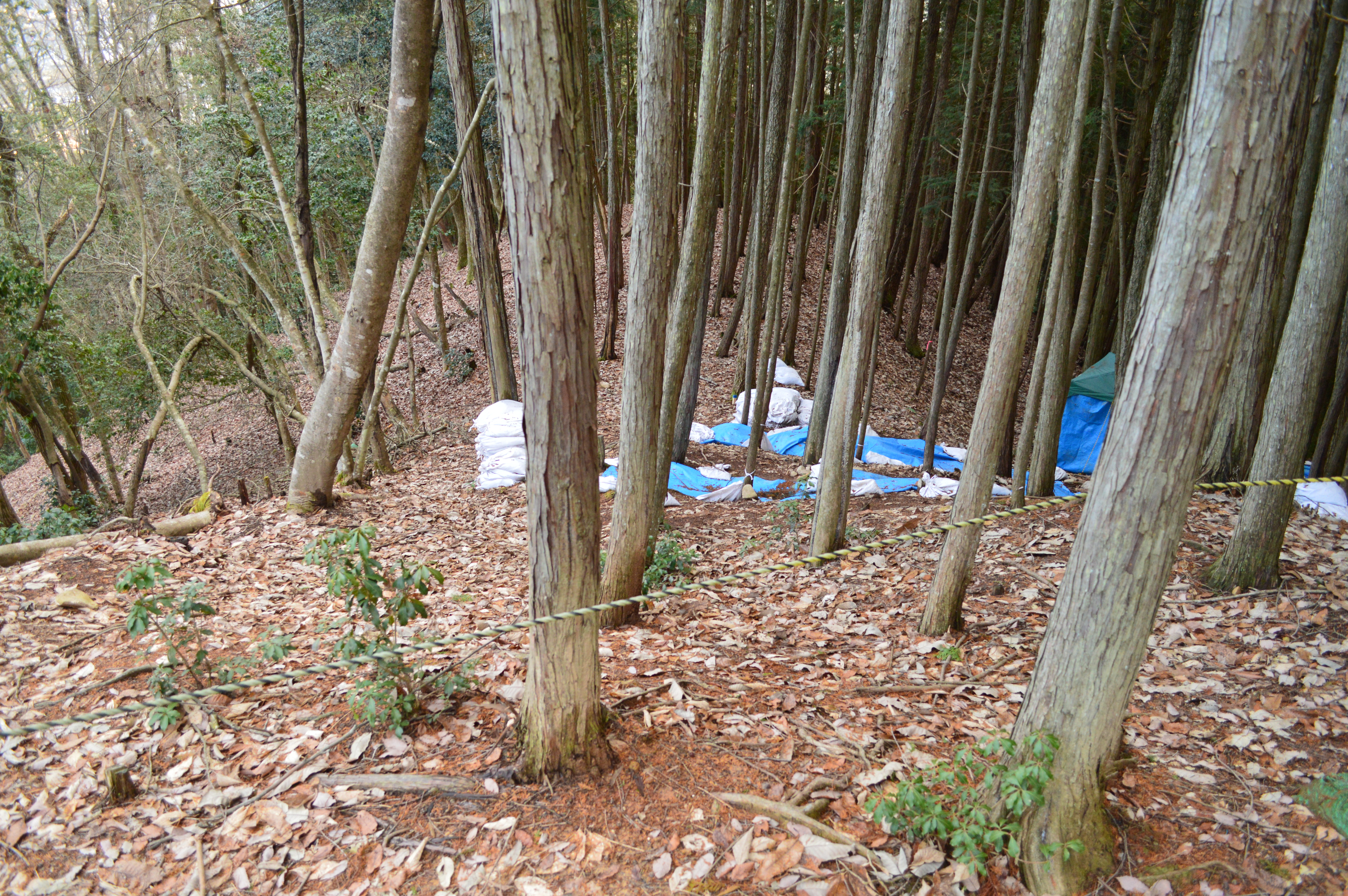
後円部から前方部を望む
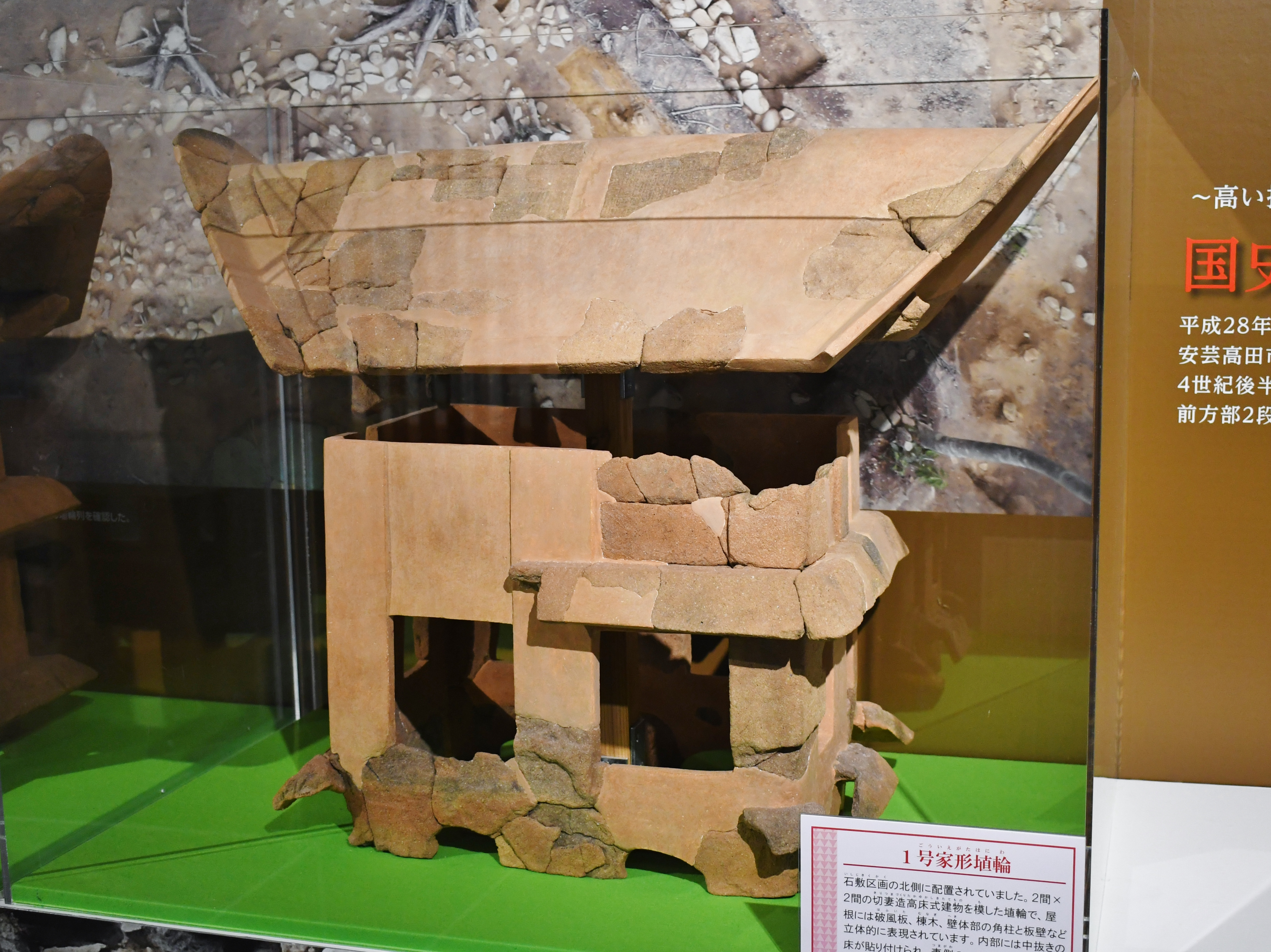
1号家形埴輪
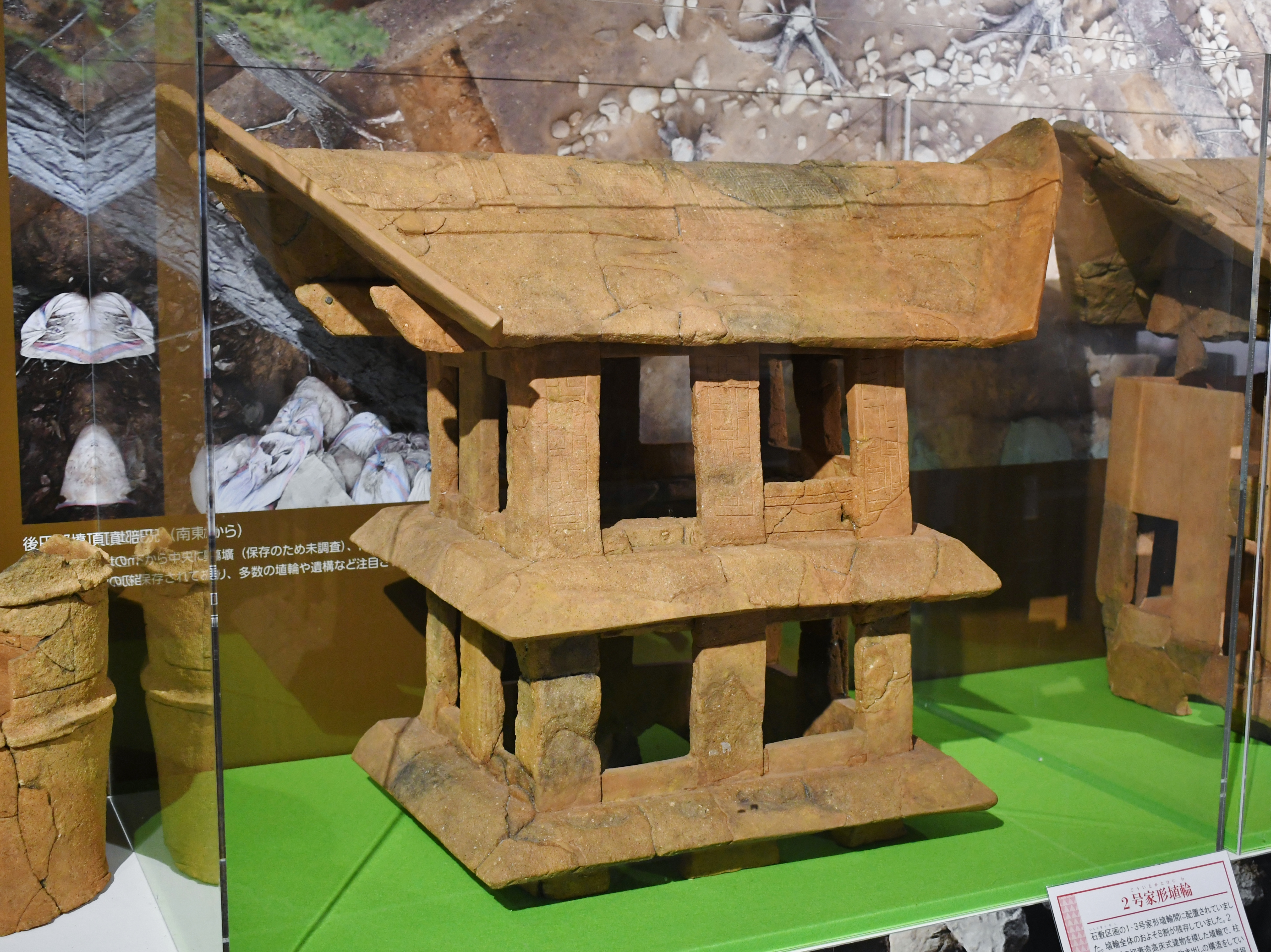
2号家形埴輪
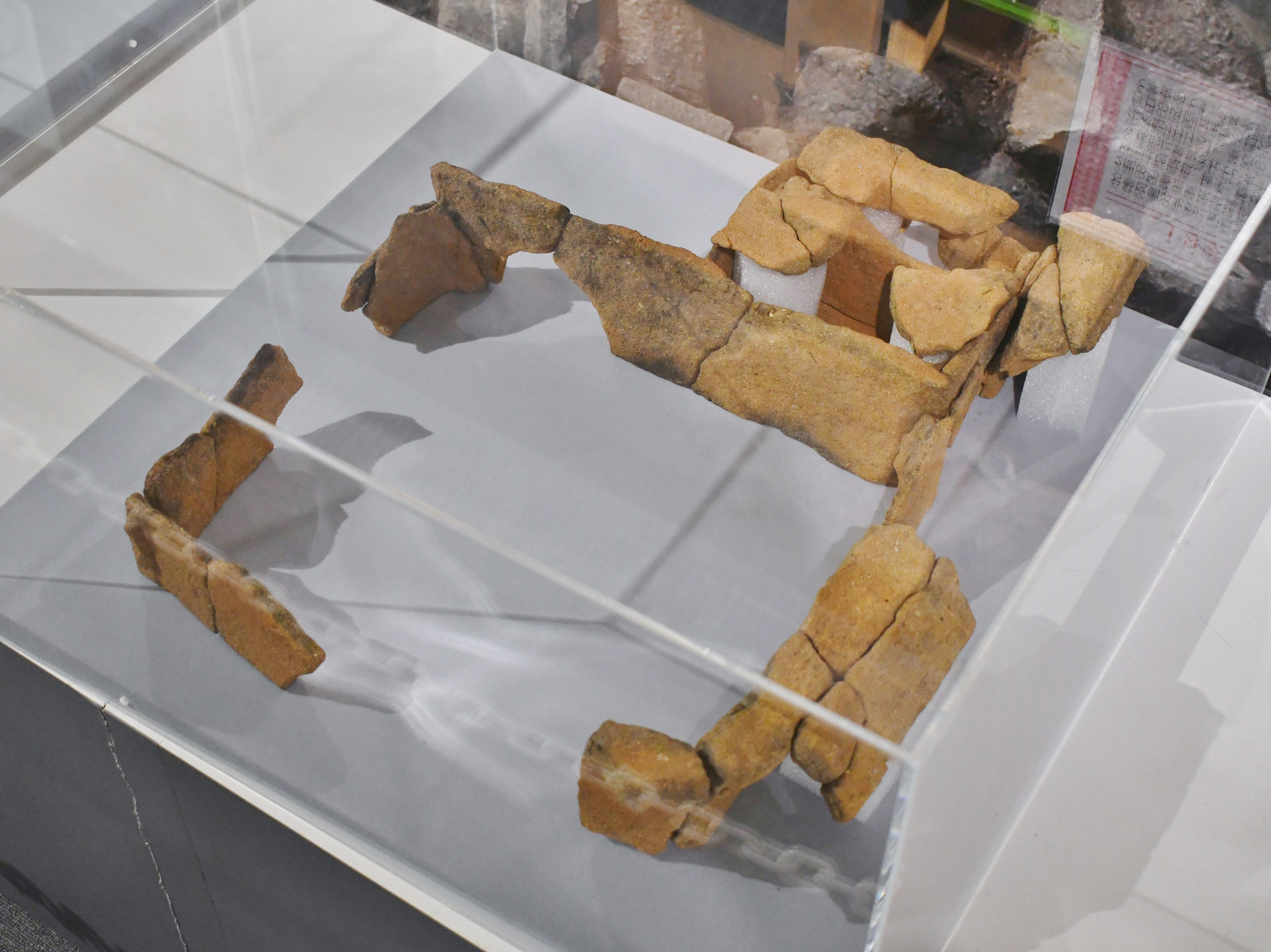
3号家形埴輪
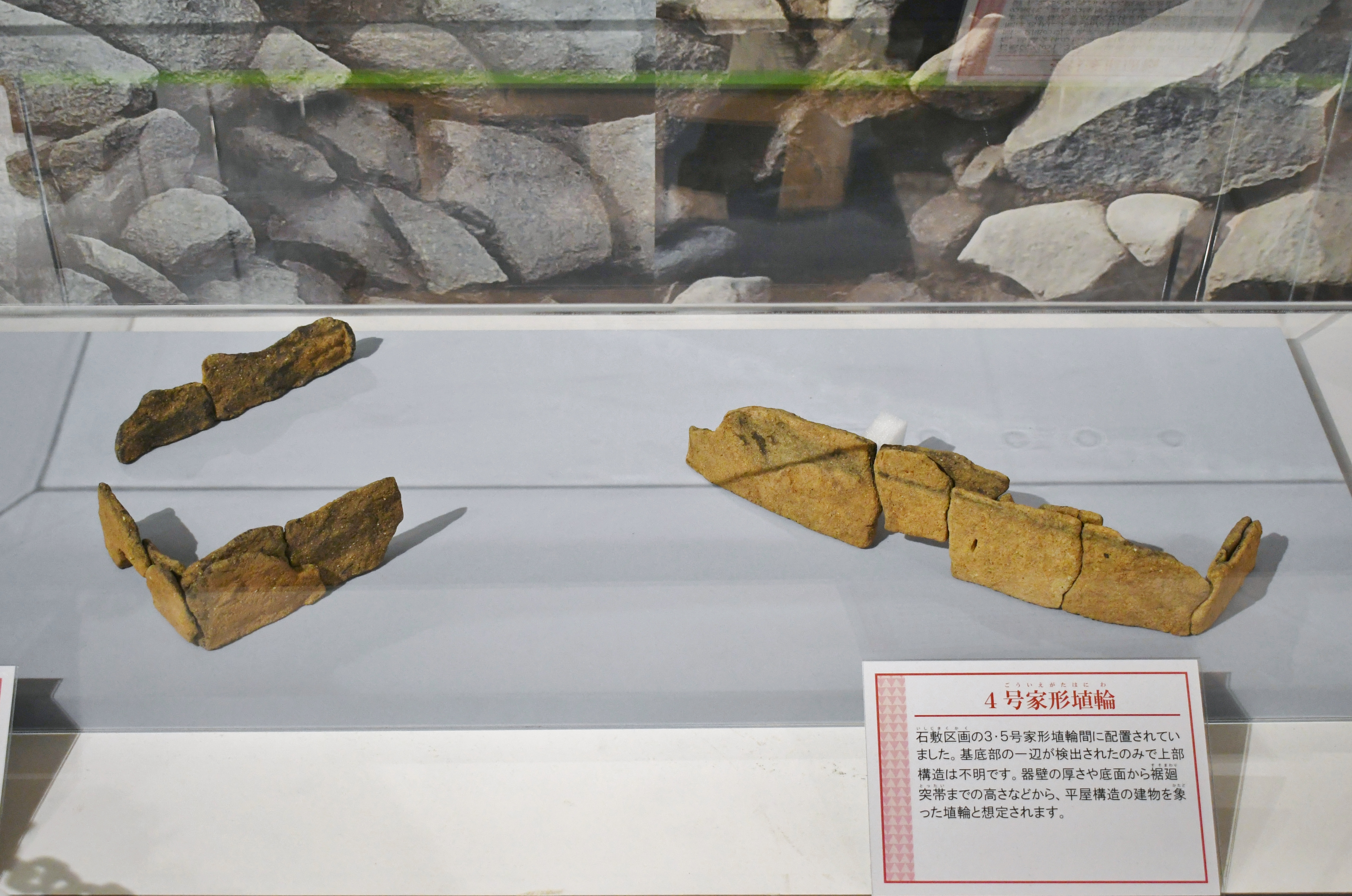
4・5号家形埴輪
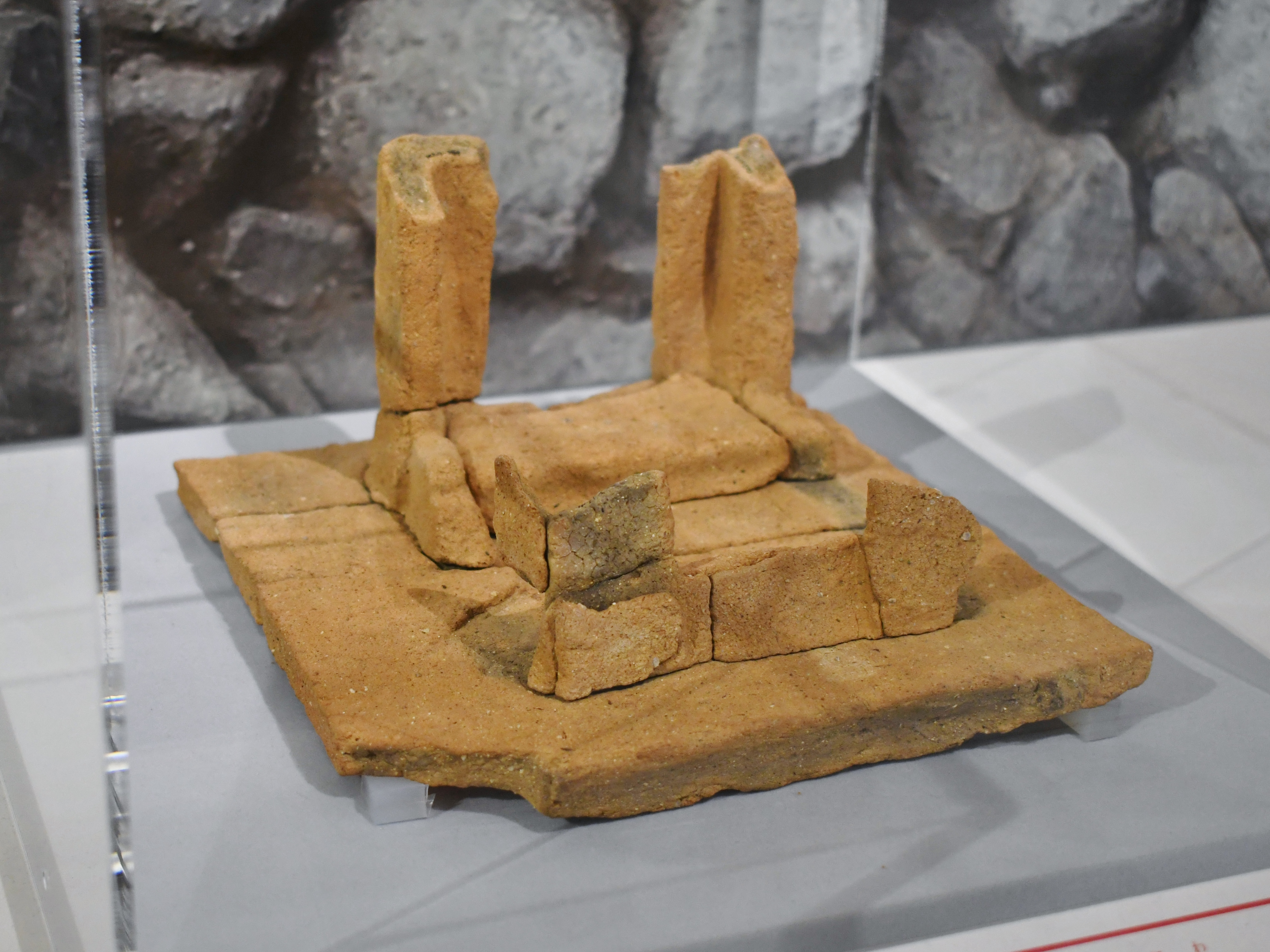
子持家形埴輪
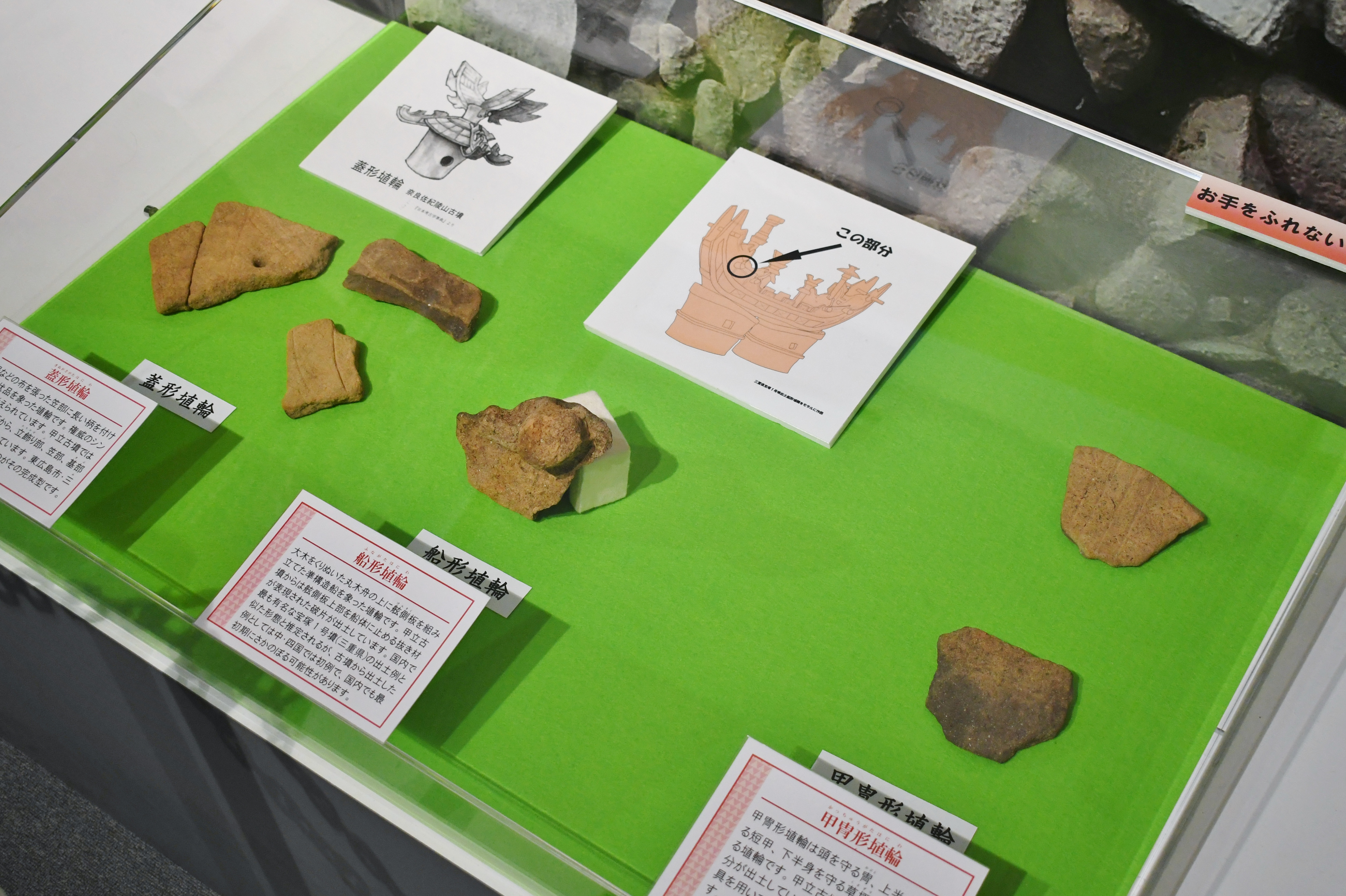
蓋形・船形・甲冑形埴輪
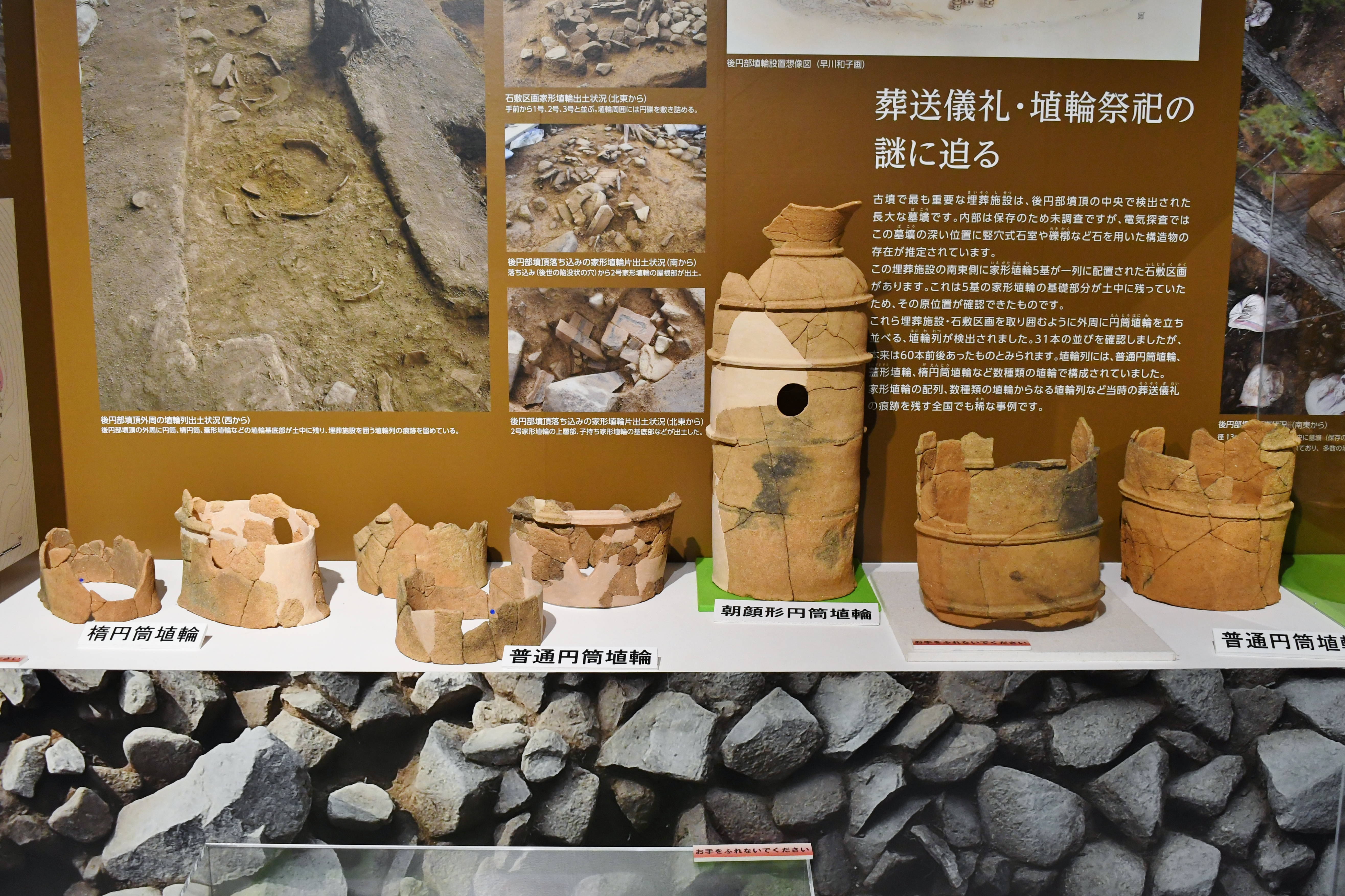
円筒埴輪・楕円筒埴輪・朝顔形埴輪

## 文化財

### 国の史跡
- 甲立古墳 - 2016年（平成28年）3月1日指定[3][4]。

## 現地情報
所在地
- 広島県安芸高田市甲田町上甲立54-3ほか（字江田）

交通アクセス
- 鉄道：西日本旅客鉄道（JR西日本）芸備線 甲立駅（徒歩約25分）

関連施設
- 安芸高田市歴史民俗博物館（安芸高田市吉田町吉田） - 甲立古墳の出土品を保管・展示。

周辺
- 柳ヶ城
- 五龍城 - 広島県指定史跡。

## 関連文献
（記事執筆に使用していない関連文献）
- 脇坂光彦『境目・広島県の古墳文化 -前方後円墳が語る地域史-』溪水社、2018年。
- 『史跡甲立古墳保存活用計画』安芸高田市教育委員会、2018年。
- 『史跡甲立古墳整備基本計画』安芸高田市教育委員会、2019年。
- 『史跡甲立古墳 -平成30年度遺構確認調査-』安芸高田市教育委員会、2019年。
- 『甲立第2・3号古墳 -遺構確認調査報告書-』安芸高田市教育委員会、2020年。
- 『史跡甲立古墳 -令和元年度事前遺構確認調査-』安芸高田市教育委員会、2021年。
- 『史跡甲立古墳 -令和2年度事前遺構確認調査-』安芸高田市教育委員会、2024年。